# Ivan I., papa
Ivan I., papa od 13. kolovoza 523. do 18. svibnja 526.

## Životopis
Papa Ivan I. rođen je 470. u provinciji Sieni (ili "Castello di Serena", kod Chiusdina), u talijanskoj regiji Toskani. Za vrijeme njegovog pontifikata bio je veliki sukob kralja Ostrogota te vladara Italije Teodorika Velikog i bizantskog cara Justinijana I. Velikog. Justinijan je u Bizantu pripremao ponovno uspostavljanje carskog autoriteta. Papa Ivan I. je nakon izbora poslao delegaciju caru povodom njegova prelaska na kršćanstvo. Kasnije je i sam papa putovao u Carigrad gdje mu je priređen veličanstveni doček. Tom prigodom je papa okrunio Justinijana I. za cara. 
Nakon toga je, po povratku u Ravenu, Teodorik zatočio papu Ivana I. radi navodne zavjere s Justinijanom i držao ga u zatočeništvu do kraja života. Krhki papa je umro od zapuštenosti i zlostavljanja 18. svibnja 526. Tijelo mu je 27. svibnja preneseno u Rim te je pokopan u crkvi Svetog Petra. Papa Ivan I. je prikazivan u umjetnosti kako gleda kroz rešetke zatvora ili u zatvoru s đakonom i subđakonom. 